# Скип
Скип — подъёмный, саморазгружающийся короб (клеть), служащий для подъёма сыпучих и мелкокусковых грузов, движущийся с помощью канатов по направляющим приспособлениям скипового подъёмника. Скипы служат для подъёма на поверхность угля, руды и других полезных ископаемых в горно-рудной и металлургической промышленности. Их также применяют для загрузки шихты в доменные печи.
Основные части скипа — кузов, рама и приспособление для крепления к подъёмным приспособлениям (канатам, цепям и т. д.).
По способу разгрузки различают скипы, которые разгружаются через дно, и опрокидывающиеся скипы. В шахтах и на рудниках применяют также комбинированные подъёмные сосуды — скипо-клети.

## Скиповый подъёмник доменной печи
Основными элементами скипового подъемника доменной печи являются:
- два скипа,
- наклонный мост,
- система канатов блоками,
- скиповая лебедка
- и грузодъёмное оборудование.

Скипы загружаются коксом из бункеров через грохоты и весовую воронку кокса или железорудными материалами посредством конвейера весовой воронки с затвором или вагон-весами, а разгружаются в приемную воронку загрузочного устройства печи. Для перемещения по наклонному мосту скипы соединяют канатами с барабаном скиповой лебедки таким образом, что обеспечивается уравновешивание скипов. Для исключения аварий при обрыве одного из канатов, уменьшения диаметра канатов и блоков каждый скип подвешивают на двух канатах. Длина одного каната 150—180 м.
Скипы предназначены для транспортирования шихтовых материалов из скиповой ямы на колошник доменной печи, к приемной воронке загрузочного устройства. Основным техническим параметром скипа является его емкость, которая для доменных печей объёмом 1033—3200 м³ составляет от 8,1 до 20 м³. Скип состоит из кузова, передних и задних скатов и упряжного устройства. Кузов цапфами соединен с упряжью для канатов. Для увеличения ёмкости и облегчения погрузки и выгрузки материалов передний торец кузова выполнен открытым с уширением.
- Скиповый подъёмник доменной печи
- Скиповый подъёмник доменной печи НТМЗ
- Скиповая рампа доменной печи
- Скиповая тележка доменной печи
- Скиповая тележка для выдачи материала из шахты